# 요츠바랑!
《요츠바랑!》(よつばと!)은 아즈마 키요히코의 만화이다. 일본의 월간 만화잡지 《전격 대왕》에 2003년 3월부터 실리고 있다. 영어표기는 《YOTSUBA&!》이다. 한국에서는 대원씨아이가 2004년 8월부터 출판하기 시작하였고, 2008년 8월에 8권이 나왔다. 일본에서 2008년 8월 기준 누계 550만부를 돌파했다.
단편 《Try! Try! Try!》를 전신으로 연재화 된 것이다. 작자의 전작 《아즈망가 대왕》의 4컷 만화형식과는 달라 스토리 만화의 형식을 채택했다. 다만 제4권에서 1화만 4컷 형식을 취하고 있다.
이 작품은 현재 7개 국어로 번역되고 있다. 일본 문화청이 2006년에 발표한 일본 미디어 예술 100선에 아즈망가 대왕과 함께 선출되어, 12월 15일에는 문화청 미디어 예술제 만화부분에서 우수상을 수상했다.
작자의 전작 아즈망가 대왕에 등장한 치요 아버지, 네코코네코, 매지컬랜드가 본작에서도 등장한다.

## 줄거리
일본의 한적한 마을, 새로 이사온 꼬마 요츠바는 그야말로 천방지축이다. 요츠바는 특유의 활발함으로 옆집에 사는 아사기, 후카, 에나 세자매와 금세 친구가 된다. 요츠바의 아버지 코이와이와 코이와이의 친구 점보와 얀다 그리고 옆집 세자매와 그 친구들이 엮어가는 이야기들이다.

## 주요 등장인물

### 코이와이 가족
코이와이 요츠바 / "요츠바" (小岩井四葉 / よつば)
이야기의 주인공으로, 모든 것에 재미를 느끼는 다섯 살짜리 여자아이이다. 여러 가지 일을 겪을 때마다 정말로 감동하는 모습을 보인다. 나이는 5살이지만, 본인은 6살로 생각하고 있다. 키는 107cm이다. 현재 사는 집으로 이사하기 전에는 양조부모와 함께 살았으며, 그 전에는(본인의 표현에 따르면) "왼쪽에 있는" 섬에 살았다. 그밖에 요츠바의 과거 양육 과정에 대해서 알려진 것은 어딘가 일본 밖의 외국에서 고아가 되어 코이와이에게 입양되었다는 것 정도가 전부인데, 등장인물들이 요츠바의 겉모습을 보고 외국인이라고 생각하는 경우도 있다. 요츠바는 자신의 친부모를 기억하지 못하고 있으며, 조부모와 외조부모를 헷갈려 한다. 수영을 굉장히 잘하지만, 본인이 스스로 생각하는 것보다 그림을 훨씬 못 그린다. 또한 매사에 매우 긍정적인 아이이며, 이를 1권에서 코이와이가 요츠바를 "무적"이라고 말하기도 했다.
"요츠바"(四葉)라는 이름은 "네 잎"이라는 뜻으로, "네잎 클로버"를 뜻하는 일본어 표현 四葉のクローバー의 일부이다. 이에 따라 요츠바는 초록색 네 갈래 머리를 갖고 있다.
코이와이 요스케 / "아빠" (小岩井葉介 / とーちゃん)
성은 코이와이이며, 이름은 요스케 (12권이 되도록 이름이 알려져 있지 않았으나 최근 2015년 3월 연재분에 드디어 등장하였다!). 요츠바의 양아버지이다. (요츠바는 코이와이가 친아버지가 아니라는 사실을 거의 인식하지 못한다.) 키는 175cm이고 나이는 알려져 있지 않다. 코이와이는 집 안에서 번역가로 일하는데, 요츠바가 (코이와이가 스스로를 가리켜 사용한 표현인) "번역쟁이"를 잘 발음하지 못해 후카에게는 "곤약쟁이"로 알려져 있다. 그는 느긋한 성격으로, 집 안에서는 주로 티셔츠와 사각팬티를 입고 있다. (이따금 팬티를 뒤집어 쓰고 팬티맨으로 변신하기도 한다.) 가끔 번역일이 막혀서 괴로워하지만, 밤을 새서 일을 끝내고 나면 행복하게 요츠바와 놀거나 잠을 잔다.
코이와이 두랄루민(小岩井ジュラルミン / こいわい じゅらるみん)
테디베어 곰인형, 요츠바는 테디베어를 발음하지 못하고 베리게러라고 부르고 있다. 에나의 곰인형 줄리에타의 이름을 잘못 떠올려 두랄루민이라고 말한데서 이름이 유래했다. 57화 '요츠바랑 두랄루민'에서 아빠가 사주어서 정식적으로 코이와이가의 일원으로 맞아들였다. 그전까지는 에나한테 아니라고 지적받으면서도 줄리에타를 두랄루민이라고 부르며 놀았다. 그로울러(기울이면 소리가 나는 기구)가 들어가 있어 '메에에에~'하고 운다.

### 아야세 가족
아야세 가족은 요츠바의 옆집에 산다. 코이와이 가족이 이사온 뒤부터는 양쪽집안이 서로 사이가 매우 좋다. 요츠바는 매일 아야세집에 놀러다닌다.
아야세 아사기(綾瀬 あさぎ)
세 자매 중에 첫째로, 요츠바의 표현에 따르면 "예쁜이 언니". 대학생(동급생이라 생각한 토라코가 담배를 피우는 것을 보면 대학 2학년 이상이라 생각된다)이지만 이야기가 시작하는 시점에서는 여름방학이라 집에서 지내고 있다. 키는 165cm이고 금발의 스트레이트 롱헤어에 늘씬한 키에 작은 얼굴로 매력적인 스타일을 자랑한다. 얀다는 아사기를 처음 보고 모델이냐고 점보에게 물었을 정도. 다만 성격이 독특해서 어머니를 비롯한 주변 사람들을 놀려먹는 것을 좋아한다. 아사기는 점보가 자신에게 반해 있다는 것을 모르거나, 혹은 알면서도 내색하지 않고 있다. 가족 중에서 요츠바를 가장 잘 다루는데, 어머니는 아사기가 어렸을 때 요츠바랑 많이 닮았었다고 한다. 아사기가 어머니에게 심술맞게 구는 것은 어린 시절의 복수로 볼 수 있다. 예를 들어, 요츠바 나이 정도 무렵의 아사기가 네잎 클로버를 찾아서 어머니에게 주자, 어머니는 "다섯 잎 클로버는 돈복이 왕창 오른다더라"며 아사기에게 다섯 잎 클로버를 찾아 오라고 시켰다.
아야세 후카(綾瀬 風香)
세 자매 중에 둘째로, 16살이며 집 근처 고등학교에 자전거로 통학한다. 키는 158cm이다. 40화에서 요츠바가 후카의 학교에 찾아갔을 때 한 학생이 후카를 "부회장"이라고 부르는데, 이것이 학급회의의 부회장인지 전교 부회장 등인지는 확실치 않다. 이상한 그림이 그려진 옷을 자주 입는데, 그 중에는 치요의 아버지가 그려진 옷도 있었다. 후카는 요츠바의 아버지와 친하게 지내며, 가끔 요츠바에게 아버지에 대해 이것저것을 물어보기도 한다.
아야세 에나(綾瀬 恵那)
세 자매 중에 막내로, 초등학생이다. 키는 130cm이다. 그림 그리기와 곰인형 놀이를 좋아하는데, 혼자 할 때도 있고 요츠바와 같이 할 때도 있다. 미우라의 표현에 따르면 "벌레 한 마리 못 죽일 얼굴을 하고" 있지만, 의외로 큰 개구리를 만지거나 살아있는 물고기의 배를 가르는 것도 무서워하지 않는다. 또한 지구온난화문제를 시작으로 환경문제에 특별한 관심을 갖고 있다.
아야세 가족의 어머니 / "엄마" (綾瀬家の母 / かーちゃん)
아야세 자매의 어머니이다. 키는 160cm이다. 요츠바를 실제 딸처럼 여기고 귀여워 해준다. 그 때문에 요츠바는 그를 가끔 마치 자기 어머니인 듯 "엄마"라고 부르고, 아야세 집을 마치 자기 집처럼 돌아다닌다. 아이스크림이나 케이크 같은 단 것을 좋아한다. 어머니가 없던 요츠바였기에 정신적으로 어머니로 여기면서 기대고 있었고, 어머니도 요츠바를 4번째 딸로 당연히 여기고, 여러 사건에도 결코 화내지 않는다.
아야세 가족의 아버지(綾瀬家の父)
대체로 낮에는 집에 없는 아야세 자매의 아버지. 직업은 구체적으로 밝혀지지 않았지만 회사원으로 추정된다. 느긋한 성격이지만, 코이와이처럼 가볍지는 않다. 존재감이 희박하고 큰일에도 동요하지 않는 성격으로 언제나 웃는얼굴을 짓는 따스한 아버지이다. 외견과는 달리 로맨티스트한 성격을 갖고 있고, 이 성격을 후카가 물려받았다. 요츠바로부터 할아버지라고 불린다.

### 코이와이네 집과 깊은 관계가 있는 인물들
타케다 타카시 / "점보" (竹田隆 / ジャンボ)
코이와이와 요츠바의 친구로, 코이와이와는 어린 시절부터 알던 사이이다. (31화 참고.) 키는 210cm로, 다른 모든 등장인물보다 훨씬 크다. 평소에는 언제나 "점보"라는 별명으로 불리는데, 후카가 아사기에게 그를 "점보"로 소개하자 스스로 "타케다 타카시"라고 밝힌다. 아버지의 꽃가게("플라워 잠보")에서 일하고 있다. 점보는 아사기에게 반해 있지만 스스로 접근하지 못하고 아야세 가족과 친한 요츠바를 이용해 아사기와 가까워지려 하지만 매번 실패한다. 요츠바는 점보의 목적을 눈치채지 못하고 있다. 낚시와 캠핑 등 야외활동을 좋아하는 듯하며, 기회가 생길 때마다 요츠바,에나,미우라들을 데리고 간다.
야스다 / "얀다" (安田 / やんだ) 이름은 불명
아빠와 점보의 후배(누구의 후배인지는 모른다)인 청년이다. 보통의 회사원이다. 1화에서도 그 존재는 확인되었으나 아버지와 점보의 대화속에서 이름과 그들의 친구이외에는 누구도 알지못하는 의문의 등장인물이었다. 30화에 이르러 겨우 등장했다. 아빠의 집을 방문할 때 경계하던 요츠바랑 아이같은 장난을 벌였다. 그 이후부터 요츠바는 얀다에게 대항의식을 갖게 되었고, 요츠바는 얀다를 '쳐부순다'라고 주장하기도 한다. 요츠바와 얀다는 30화까지 서로 알지 못했다.
할머니와 할아버지(ばーちゃんとじーちゃん)
요츠바는 현재 살고 있는 집으로 이사오기 전에 '할머니와 할아버지네 집'에서 살았다. 혈연관계는 확실치 않다. 전화통화를 하는 모습이 한번 나왔다. (최근 연재분에 요츠바의 할머니, 그러니까 코이와이 씨의 어머니가 등장했다),(할머니의 등장은 14권이다.)
 코하루코
요스케의 여동생 요츠바가 토라코에게 "툭하면 손,발을 모서리에 부딛히는 사람"으로 소개한다

### 아야세 가족
아야세 가족은 요츠바의 옆집에 산다. 코이와이 가족이 이사온 뒤부터는 양쪽집안이 서로 사이가 매우 좋다. 요츠바는 매일 아야세집에 놀러다닌다.

### 아야세 가족과 깊은 관계가 있는 인물들
하야사카 미우라(早坂 みうら)
에나의 친구로 보이시한 외모를 가진 꼬마 아가씨. 키는 121cm이다. 10세. 에나의 집에 자주 놀러온다. 점보에게 남자아이 취급을 받은 뒤 치마를 입기도 했다. 그때 점보는 람보르기니 미우라라고 불렀다. 벌레나 양서류를 무서워하고 싫어해서 개구리 등이 가까이 있으면 언제나 냉정하던 모습도 사라져 버린다. 특이하게도 외발자전거를 잘 탄다.
토라코(虎子 / とらこ) 성씨는 불명
아사기의 친구. 성격은 언제나 쿨하고 키가 훤칠하다. 자주 담배를 피운다. 아버지의 옛 차(FIAT의 PANDA)를 소유하고 있고, 트렁크에 접이식 자전거를 실었다. 최근엔 사진을 공부하고 있어 본격적으로 카메라를 가지고 다닌다(6권에 나온 바로는 니콘의 F100이다). 이름의 한자를 호랑이아이 라고 쓰기 때문에 요츠바가 호랑이라고 부른다.
히와타리 / "다리미" (日渡(ひわたり) / しまうー)
후카와 동갑으로 친구다. 이름은 모른다. 학교에서 자기소개를 할 때 (한국어판에서) '잘 부탁다립니다'(よろしくお願いしまう)라고 해서 그 때부터 '다리미'(시마우)라는 별명을 갖게 되었다. 어른같은 겉모습을 갖고있으나 학교 문화제 때 만들 케이크를 미리 만들어보기 위해 후카네 집에 갔고 이 때 일부러 프로가 쓰는 요리모를 사서 갖고 온다던지 이상한 창작댄스를 춘다던지 좋게 말하자면 독특하고 나쁘게 말하자면 이상한 감성을 갖고 있다. 일본판에서 별명을 만들어낸 것(시마우)은 일본어 말장난에 기초한 것이기 때문에 해외 정발판에서는 그 나라 사정에 알맞게 적당히 번역해서 내기도한다.
담보
에나와 미우라가 여름방학동안 자유연구로 만든 골판지 로봇. 이름은 일본어로 골판지를 뜻하는 段ボール (담보루)에서 나왔다. 요츠바가 에나집에 놀러왔을 때는 미우라가 쓰고 있었다. 눈부분에 전구를 달아 스위치를 올리면 빛이 나오고, 동전투입구가 있어 동전을 넣으면 더 활발하게 행동한다.

## 시간의 흐름
이 작품은 옴니버스 형식을 띤 만화로서 다른 만화에서는 보이지 않는 시간축을 설정했다. 제1화를 보면 여름방학 전날이었다는 점을 들어, 기본적으로 1일 1화의 형식으로 이야기를 진행해 나가고 있다(때때로 며칠이 지나가 버리기도 하고, 이야기가 같은날 오전과 오후로 나뉘는 일도 있다). 수요일부터 시작한 그해(말하자면 1월1일이 수요일인 해)를 기준으로 삼아, 연재개시부터 3년 이상이 흐른 현재는 작품에서는 9월 중순경을 지나고 있다. 그러나 지켜보면 세세한 설정을 준비한 것이 연대는 아니었고, 현재를 위한 특별한 설정도 아니었다. 이러한 형식을 취했기에 복선을 깔고 뒷 이야기에 나타나는 패턴이 많아, 캐릭터들의 알 수 없는 대화나 행동도 과거의 어떤 사건과 관계했다는 복선이 많았다. 이것을 탐구하면서 즐기는 것도 이 작품의 특징 중 하나이다.
예를 들면
- 아사기가 아이스크림을 먹는다. ->다음 이야기에서 아야세집의 어머니가 자신의 아이스크림을 누가 먹었다는 말이 나온다.
- 누군가 어딘가로 놀러갔다 온다는 계획을 세운다. -> 다음 이야기에서 놀러간다.
- 요츠바가 그린 그림. -> 과거의 이야기를 토대로 그린 것이다. 또한 이후에 나올 이야기의 복선이 되기도 한다.

또 작품속에서 여름방학이 끝나는 동시에 작품도 끝날것이라 생각한 독자가 많았으나, 작가가 [요츠바랑!]을 그리기 시작할 당시부터 오랫동안 정성을 들여 그릴 것이라고 결정했기 때문에 여름방학이 끝난 뒤에도 연재는 계속될 것이라고 자신의 웹사이트에서 밝혔다.

## 연재편 목록

### 1권
(일본어판: ISBN 978-4-8402-2466-6, 한국어판: ISBN 978-89-252-8664-8)
- 1. 요츠바랑 이사(よつばとひっこし): 7월 19일
- 2. 요츠바랑 인사(よつばとあいさつ): 7월 20일 아침
- 3. 요츠바랑 지구온난화(よつばと地球温暖化): 7월 20일 저녁
- 4. 요츠바랑 TV(よつばとテレビ): 7월 21일
- 5. 요츠바랑 쇼핑(よつばとかいもの): 7월 22일
- 6. 요츠바랑 매미잡기(よつばとせみとり): 7월 24일
- 7. 요츠바랑 장대비(소나기(한국판))(よつばとおおあめ): 7월 25일

캐치카피: 언제나 오늘이 가장 즐거운 날(いつでも今日が、いちばん楽しい日) - 작품 전체의 캐치카피이기도 하다.

### 2권
(일본어판: ISBN 978-4-8402-2674-5, 한국어판: ISBN 978-89-252-8326-5)
- 8. 요츠바랑 그림그리기(よつばとおえかき): 7월 27일
- 9. 요츠바랑 복수(よつばと復讐): 7월 30일
- 10. 요츠바랑 케이크(よつばとケーキ): 7월 31일
- 11. 요츠바랑 신경꺼(よつばとどんまい): 8월 4일
- 12. 요츠바랑 수영장(よつばとプール): 8월 7일
- 13. 요츠바랑 개구리(よつばとかえる): 8월 8일
- 14. 요츠바랑 선물(あさぎのおみやげ)[2]: 8월 9일

캐치카피: 그냥 여기 있는 것만으로도 행복해(ただ、ここにいるだけのしあわせ)

### 3권
(일본어판: ISBN 978-4-8402-2895-4, 한국어판: ISBN 978-89-252-8762-1)
- 15. 요츠바랑 선물(よつばとおみやげ): 8월 10일 낮
- 16. 요츠바랑 아사기(よつばとあさぎ): 8월 10일 저녁
- 17. 요츠바랑 플라워(よつばとフラワー): 8월 11일
- 18. 요츠바랑 백중(よつばとお盆): 8월 12일
- 19. 요츠바랑 코끼리(よつばとぞう)
- 20. 요츠바랑 불꽃놀이대회?(よつばと花火大会？): 8월 16일
- 21. 요츠바랑 불꽃놀이대회!(よつばと花火大会！): 8월 17일

캐치카피: 어디선가 본 어디에도 없는 곳으로(どこかで見た、どこにもない場所へ)

### 4권
(일본어판: ISBN 978-4-8402-3163-3; 한국어판: ISBN 978-89-252-8761-4)
- 22. 요츠바랑 승부(よつばと勝負): 8월 18일
- 23. 요츠바랑 낚시(よつばと釣り): 8월 19일
- 24. 요츠바랑 저녁밥(よつばとばんごはん): 8월 20일
- 휴식 - 요츠바랑 네 칸 (4컷)(休憩　よつばと４コマ): 8월 21일
- 25. 요츠바랑 청춘(よつばとせいしゅん): 8월 22일
- 26. 요츠바랑 신문(よつばとしんぶん): 8월 23일
- 27. 요츠바랑 쓰름이(よつばとつくつくぼうし→요츠바랑 애매미): 8월 24일

캐치카피: 언젠가 어른이 되는 아이. 그리고 언제인가 아이였던 어른. 변하지 않는 매일.(いつかおとなになるこども。と、かつてこどもだったおとな。かわらないまいにち)

### 5권
(일본판: ISBN 978-4-8402-3441-2; 한국어판: ISBN 978-89-252-8743-0)
- 28. 요츠바랑 담보(よつばとダンボー): 8월25일
- 29. 요츠바랑 거들기(よつばとてつだい): 8월26일
- 30. 요츠바랑 얀다(よつばとやんだ): 8월27일
- 31. 요츠바랑 별(よつばとほし): 8월28일
- 32. 요츠바랑 비(よつばとあめ): 8월29일
- 33. 요츠바랑 맑음(よつばとはれ): 8월30일（오전）
- 34. 요츠바랑 바다(よつばとうみ): 8월30일（오전）

캐치카피: 끝나지 않은 여름의 끝(おわらない夏のおわり。)

### 6권
(일본판: ISBN 978-4-8402-3702-4; 한국어판: ISBN 978-89-252-1587-7)
- 35. 요츠바랑 재활용(よつばとリサイクル): 8월31일
- 36. 요츠바랑 자전거(よつばとじてんしゃ): 9월1일
- 37. 요츠바랑 자전거 산책(よつばとポタリング): 불명
- 38. 요츠바랑 금요일(よつばときんようび): 9월5일
- 39. 요츠바랑 우유(よつばとぎゅうにゅう): 불명・평일
- 40. 요츠바랑 배달(よつばとはいたつ): 불명・평일
- 41. 요츠바랑 책장(よつばとほんだな): 9월11일

캐치카피: 오늘도 세계는 넓어져 간다(今日も世界はひろがっていく。)

### 7권
(일본판: ISBN 978-4-8402-4053-6 ; 한국어판: ISBN 978-89-252-2765-8)
- 42. 요츠바랑 전화
- 43. 요츠바랑 경로의 날
- 44. 요츠바랑 열
- 45. 요츠바랑 파찌세
- 46. 요츠바랑 심부름
- 47. 요츠바랑 출발
- 48. 요츠바랑 목장

캐치카피: 아이가 달리면, 어른도 달린다.(こどもが走れば、おとなも走る。)

### 8권
(일본판: ISBN 978-4-04-867151-4, 한국어판: ISBN 978-89-252-4164-7)
- 49. 요츠바랑 거꾸로(よつばとあべこべ)
- 50. 요츠바랑 레스토랑(よつばとれすとらん)
- 51. 요츠바랑 문화제(よつばと文化祭)
- 52. 요츠바랑 태풍(よつばとたいふう)
- 53. 요츠바랑 집보기(よつばとるすばん)
- 54. 요츠바랑 축제(よつばとおまつり)
- 55. 요츠바랑 도토리(よつばとどんぐり)

캐치카피: 평일, 휴일, 축제, 매일(平日、休日、祭日、毎日。)

### 9권
(일본판: ISBN 978-4-04-868247-3, 한국어판: ISBN 978-89-252-5826-3)
- 56. 요츠바랑 예정(よつばとよてい)
- 57. 요츠바랑 두랄루민(よつばとジュラルミン))
- 58. 요츠바랑 커피(よつばとコーヒー)
- 59. 요츠바랑 불고기(よつばとやきにく)
- 60. 요츠바랑 손님(よつばとらいきゃく)
- 61. 요츠바랑 기구(よつばとききゅう)
- 62. 요츠바랑 하늘(よつばとそら)

캐치카피: 변해가는 계절, 변하지 않는 매일(変わっていく季節、変わらない毎日。)

### 10권
(일본판: ISBN 978-4-04-870143-3, 한국어판: ISBN 978-89-2527-747-9)
- 63. よつばとあそぶ(요츠바랑 놀이)
- 64. よつばとホットケーキ(요츠바랑 핫케이크)
- 65. よつばとジャンボ(요츠바랑 점보)
- 66. よつばとでんきや(요츠바랑 전자상가)
- 67. よつばとかでん(요츠바랑 가전)
- 68. よつばとうそ(요츠바랑 거짓말)
- 69. よつばとさいかい(요츠바랑 재회)

캐치카피: 매일이라고 하는 보물상자를 오늘도 연다. (毎日という宝箱を、今日も開ける.)

### 11권
“世界は見つけられるのを待っている。”
(일본판: ISBN 978-4-04-886097-0, 한국어판: ISBN 978-89-252-9371-4 )
- 70. 요츠바랑 우동 (よつばとうどん) - 10월20일
- 71. 요츠바랑 피자 (よつばとピザ) - 10월21일
- 72. 요츠바랑 비눗방울 (よつばとしゃぼんだま) - 10월22일
- 73. 요츠바랑 밤 줍기 (よつばとくりひろい) - 10월23일
- 74. 요츠바랑 카메라 (よつばとカメラ) - 10월24일
- 75. 요츠바랑 친구 (よつばとともだち) - 10월25일
- 76. 요츠바랑 ...... (よつばと・・・・・・) - 10월26일

### 12권
“目の前には実物大の世界地図。”
(일본판: ISBN 978-4-04-891352-2, 한국어판: ISBN 978-89-6822-261-0 )
- 話数なし 「（タイトルなし）」- 不明
- 77. 요츠바랑 토라코「よつばととらこ)」- 불명(不明)
- 78. 요츠바랑 파란색「よつばとあおいろ」- 불명(不明)
- 79. 요츠바랑 헬멧「よつばとヘルメット」- 10월30일
- 80. 요츠바랑 핼러윈「よつばとハロウィン」- 10월31일
- 81. 요츠바랑 캠핑(전)「よつばとキャンプ（前）」- 11월1일（오전 ~ 오후）
- 82. 요츠바랑 캠핑(후)「よつばとキャンプ（後）」-11월1일（오후）~ 11월2일（이른아침早朝）

## 같이 보기
- 일본의 만화 목록
- 아즈망가 대왕